# Harvey Mason Jr.
Harvey Jay Mason Jr. (Boston, 3 de junho de 1968) é um produtor musical, compositor e produtor cinematográfico norte-americano, conhecido por escrever canções para artistas como Aretha Franklin, Michael Jackson, Justin Timberlake, Britney Spears, Chris Brown e Taemin. É o atual presidente interino da Academia Nacional de Artes e Ciências de Gravação, organizadora do Grammy Award.